# Пальфау
Пальфау (нем. Palfau) — коммуна (нем. Gemeinde) в Австрии, в федеральной земле Штирия. 
Входит в состав округа Лицен.  Население составляет 422 человека (на 31 декабря 2005 года). Занимает площадь 58,07 км². Официальный код  —  6 12 30.

## Политическая ситуация
Бургомистр коммуны — Франц Даннер (СДПА) по результатам выборов 2005 года.
Совет представителей коммуны (нем. Gemeinderat) состоит из 9 мест.
- СДПА занимает 6 мест.
- АНП занимает 3 места.